# Теорема Лебега про диференціювання
У математиці, теорема Лебега про диференціювання є теоремою дійсного аналізу, що стверджує, що для майже кожної точки, значення інтегровної функції в точці є границею середнього значення у  малому околі точки. Теорема названа на честь Анрі Лебега.

## Твердження теореми
Для інтегровної за Лебегом дійсно чи комплекснозначної функції f на Rn, первісна є функцією множин, яка відображає вимірну множину A  у її інтеграл Лебега {\displaystyle f\cdot \mathbf {1} _{A}}, де {\displaystyle \mathbf {1} _{A}} позначає характеристичну функція множини A. Зазвичай це позначається як
{\displaystyle \mapsto \int _{A}f\ \mathrm {d} \lambda ,}
де  λ є n–вимірною мірою Лебега.
Похідна цього інтегралу в точці x за означенням є
{\displaystyle \lim _{B\rightarrow x}{\frac {1}{|B|}}\int _{B}f\,\mathrm {d} \lambda ,}
де |B| позначає об'єм (тобто міру Лебега) кулі B  з центром у точці x, і B → x означає, що діаметр B  прямує до 0.Теорема Лебега про диференціювання (Lebesgue, 1910) стверджує, що ця похідна існує і є рівною f(x) для майже кожної точки x ∈ Rn. Також справедливим є трохи сильніше твердження. Зауважимо, що:
{\displaystyle \left|{\frac {1}{|B|}}\int _{B}f(y)\,\mathrm {d} \lambda (y)-f(x)\right|=\left|{\frac {1}{|B|}}\int _{B}(f(y)-f(x))\,\mathrm {d} \lambda (y)\right|\leq {\frac {1}{|B|}}\int _{B}|f(y)-f(x)|\,\mathrm {d} \lambda (y).}
Сильнішим варіантом теореми є факт, що права сторона нерівності прямує до нуля для майже кожної точки x. Точки x для яких виконується така властивість називаються точками Лебега функції f.
У твердженні теореми кулі B  можна замінити сім'єю {\displaystyle {\mathcal {V}}} множин U  для яких існує деяке число c > 0 таке, що кожна множина U  із {\displaystyle {\mathcal {V}}} міститься у куліB   такій, що {\displaystyle |U|\geq c\,|B|}. Також припускається, що кожна точка x ∈ Rn міститься у довільно малих множинах із {\displaystyle {\mathcal {V}}}. Якщо ці множини стискаються до x, то виконується аналогічне твердження: для майже кожної точки x,
{\displaystyle f(x)=\lim _{U\rightarrow x,\,U\in {\mathcal {V}}}{\frac {1}{|U|}}\int _{U}f\,\mathrm {d} \lambda .}
Прикладами такої сім'ї {\displaystyle {\mathcal {V}}} є багатовимірні куби, а також сім'я {\displaystyle {\mathcal {V}}}(m) прямокутників у R2 для яких відношення сторін є у межах між m−1 і m, для деякого m ≥ 1. Якщо на Rn задана довільна норма, то ще одним прикладом є множина куль у метриці породженій цією нормою.
Одновимірний варіант теореми був доведений  Лебегом у 1904 Lebesgue, (1904). Якщо f є інтегровною на дійсній прямій то функція
{\displaystyle F(x)=\int _{-\infty }^{x}f(t)\,\mathrm {d} t}
є майже всюди диференційовною і {\displaystyle F'(x)=f(x).}

## Доведення
Нижче надано стандартне доведення слабшого варіанту теореми Benedetto та Czaja, (2009), Stein та Shakarchi, (2005),  Wheeden та Zygmund, (1977) і Rudin, (1987).
Оскільки твердження є має локальний характер, f можна вважати рівною нулю за межами деякої кулі скінченного радіуса і тому інтегровною. Тоді достатньо довести, що множина 
{\displaystyle E_{\alpha }={\Bigl \{}x\in \mathbf {R} ^{n}:\limsup _{|B|\rightarrow 0,\,x\in B}{\frac {1}{|B|}}{\bigg |}\int _{B}f(y)-f(x)\,\mathrm {d} y{\bigg |}>2\alpha {\Bigr \}}}
має міру 0 для всіх α > 0.
Нехай задано ε > 0. Використовуючи щільність неперервних функцій із компактним носієм у L1(Rn), можна знайти функцію g , що задовольняє
{\displaystyle \|f-g\|_{L^{1}}=\int _{\mathbf {R} ^{n}}|f(x)-g(x)|\,\mathrm {d} x<\varepsilon .}
Також можна записати:
{\displaystyle {\frac {1}{|B|}}\int _{B}f(y)\,\mathrm {d} y-f(x)={\Bigl (}{\frac {1}{|B|}}\int _{B}{\bigl (}f(y)-g(y){\bigr )}\,\mathrm {d} y{\Bigr )}+{\Bigl (}{\frac {1}{|B|}}\int _{B}g(y)\,\mathrm {d} y-g(x){\Bigr )}+{\bigl (}g(x)-f(x){\bigr )}.}
Перший доданок можна обмежити значенням у точці x максимальної функції Гарді — Літлвуда для f − g, яка буде позначатися {\displaystyle (f-g)^{*}(x)}:
{\displaystyle {\frac {1}{|B|}}\int _{B}|f(y)-g(y)|\,\mathrm {d} y\leq \sup _{r>0}{\frac {1}{|B_{r}(x)|}}\int _{B_{r}(x)}|f(y)-g(y)|\,\mathrm {d} y=(f-g)^{*}(x).}
Другий доданок прямує до нуля при переході до границі, оскільки g є неперервною функцією і третій доданок є обмеженим |f(x) − g(x)|. Для того щоб абсолютне значення початкової різниці було більшим, ніж 2α при переході до границі, потрібно щоб хоча б один із першого і третього доданку був мав абсолютне значення більше α. Згідно оцінки максимальної функції Гарді — Літлвуда:
{\displaystyle {\Bigl |}\left\{x:(f-g)^{*}(x)>\alpha \right\}{\Bigr |}\leq {\frac {A_{n}}{\alpha }}\,\|f-g\|_{L^{1}}<{\frac {A_{n}}{\alpha }}\,\varepsilon ,}
для деякої константи An, що залежить лише від розмірності n. Згідно нерівності Маркова: 
{\displaystyle {\Bigl |}\left\{x:|f(x)-g(x)|>\alpha \right\}{\Bigr |}\leq {\frac {1}{\alpha }}\,\|f-g\|_{L^{1}}<{\frac {1}{\alpha }}\,\varepsilon }
тому 
{\displaystyle |E_{\alpha }|\leq {\frac {A_{n}+1}{\alpha }}\,\varepsilon .}
оскільки ε було довільним числом, яке можна вибрати як завгодно малим, то звідси випливає твердження теореми.